# Jackowo Dolne
Jackowo Dolne – wieś w Polsce położona w województwie mazowieckim, w powiecie wyszkowskim, w gminie Somianka. Ma status sołectwa. Leży nad Bugiem.
W latach 1975–1998 miejscowość administracyjnie należała do województwa ostrołęckiego.
Graniczy z Jackowem Górnym, Barcicami, oraz Jankami.
Mieszkańcy wsi zajmują się głównie uprawą roli oraz hodowlą bydła. Jackowo posiada sieć elektryczną, wodociągową, oraz telefoniczną. Przez wieś biegnie droga asfaltowa. W Jackowie Dolnym znajduje się przystanek autobusowy.
Mieszkańcy wyznania rzymskokatolickiego należą do parafii Narodzenia NMP w Popowie Kościelnym.